# Zoropsis markamensis
Zoropsis markamensis là một loài nhện trong họ Zoropsidae.
Loài này thuộc chi Zoropsis. Zoropsis markamensis được miêu tả năm 1987 bởi Hu & Li.